# زیولان
زیولان (به لاتین: Zivlan) منطقه‌ای مسکونی در جمهوری آذربایجان است که در شهرستان داش‌کسن واقع شده است. زیولان ۱۴۲ نفر جمعیت دارد.